# SRM Jinhaishi
SRM Jinhaishi (金海狮) — минивэн, выпускающийся с 2021 года китайской автомобилестроительной компанией Shineray Group под брендом SRM.
Компания SRM, ранее производившая минивэны Jinbei, является совместным предприятием Brilliance Auto Group и Dongfang Xinyuan (鑫源) Holdings (Oriental Shineray Holdings). 80 % принадлежит Xinyuan Holdings, а 20 % — дочерней компании Beijing North Industry.

## Описание
Минивэн SRM Jinhaishi, основанный на Jinbei Haise X30L, имеет почти идентичную заднюю часть, но полностью переработанный дизайн передней части. Автомобиль был запущен в производство в сентябре 2021 года. В зависимости от комплектации, вместимость составляет 2, 5, 6, 7 или 9 мест.

## Технические характеристики
SRM Jinhaishi оснащается 1,5-литровым атмосферным двигателем мощностью 78 кВт, 1,6-литровым атмосферным двигателем мощностью 85 кВт или же 2,0-литровым атмосферным двигателем мощностью 101 кВт. Двигатели сочетались в паре с пятиступенчатой механической трансмиссией.